# アンドレアス・クレーデン
アンドレアス・クレーデン（Andreas Klöden, 1975年6月22日- ）は、ドイツ出身の自転車競技選手。1998年のプロデビュー以後、数々のステージレースで優勝し、ツール・ド・フランスの表彰台にも立ったことがある実力者である。

## 経歴

### デビュー
東ドイツ時代のカール＝マルクス＝シュタット県ミットヴァイダに生まれ、生後すぐコトブス県グロース・シャックスドルフ に移る。ベルリンの青少年体育学校 (Kinder- und Jugendsportschule) に在籍するかたわら、東ドイツ国立のスポーツクラブ、デュナモ・ベルリン (SC Dynamo Berlin) でトレーニングを積んだ。ドイツ再統一後、1996年のU-23世界選手権・個人ロードタイムトライアル3位などの実績を引っさげて、1998年にチーム・テレコムと契約を結んでプロに転向。以後はチームの絶対的エースであったヤン・ウルリッヒのアシスト役を務めることになる。

### パリ～ニース総合優勝
2000年のシーズン前半にパリ〜ニースとバスク一周でそれぞれステージ1勝と総合優勝を果たし、さらにシドニーオリンピック・個人ロードレースでは金メダルのウルリッヒ、銀メダルのアレクサンドル・ヴィノクロフに次いで銅メダルを獲得し、大活躍の年となった。

### ツール・ド・フランスでの活躍
シドニーオリンピック後はしばらくビッグタイトルとは縁がなくなり、アシストとして走る日々が続いた。ところが2004年のツール・ド・フランスでは山岳ステージで快走し、得意のタイムトライアルでイヴァン・バッソを逆転、エースのウルリッヒが4位に終わったのとは対照的に、ランス・アームストロングに続く総合2位に入った。さらにツール・ド・フランスの直前に行われた同年のドイツ選手権でも個人ロードレース部門を制覇し、再び世間から注目を浴びるようになる。
2006年にはこの年もエースを務めるはずだったウルリッヒにドーピング疑惑が起こり、オペラシオン・プエルトによって開催の直前にツール・ド・フランスの出場を拒まれたことから、クレーデンが急遽チームのエースとして出場することになった。見事その期待に応え、第16ステージ終了時点では総合3位、トップのオスカル・ペレイロとの差は2分29秒で、総合優勝も可能な位置にいた。しかし第17ステージではフロイド・ランディスの激走に対応できず、ペレイロとのタイム差を縮めるどころか、トップから8分以上あった差をランディスにひっくり返される大逆転を許してしまう。それでも第21ステージの個人タイムトライアルでランディスを30秒上回るタイムで2位に入って1分29秒差まで詰め寄る気迫を見せ、最終的に3位に入って2回目の表彰台に上がった。その後、第17ステージにおけるランディスのドーピングが発覚し、ランディスの失格により総合2位となる。

### アスタナ移籍
友人でもあったウルリッヒを疑惑の段階で解雇したチームに不信感を抱いていたこともあり、2007年からはアスタナ・チームに移籍。T-モバイル時代のチームメイトでアスタナの絶対的エースであるアレクサンドル・ヴィノクロフのアシストを務めることになった。そして、幸先よく同年のティレーノ〜アドリアティコで総合優勝を果たして久々のビッグタイトルを獲得。そのまま好調を維持してツール・ド・フランスに参加した。
ところがエースのヴィノクロフは第5ステージでの落車によって遅れてゴールし、また、そのときに負ったケガの影響で総合成績が伸び悩むことになった。これに対し、クレーデンは総合トップ10内をキープし続け、エース交代かとささやかれた。第8ステージでは自分がタイムを失うことを承知で、遅れそうになるヴィノクロフを牽引しながらゴール。あくまでもヴィノクロフのアシストの立場を崩さなかったが、ヴィノクロフがさらに遅れ始めた第9ステージの途中で、当時アスタナ・チームの最大のスポンサーであるカザフスタン政府の防衛大臣からチームの監督に「エースをクレーデンに交代せよ」と指示するメールが送られた。クレーデンはその後第13ステージ終了時点で4位。展開次第ではトップも狙える位置につけていた。
しかしピレネーを舞台にした第14・15ステージではアルベルト・コンタドール、ミカエル・ラスムッセンらに終盤の登りで引き離されてしまう。さらに第16ステージ開始前にはヴィノクロフのドーピング疑惑により、表彰台を十分に狙える位置にいたにもかかわらず他のアスタナ・チーム全員とともに棄権させられたうえ、以後のレースへの参加もできなくなる悲哀を味わう羽目になった。
このスキャンダルによりチーム全体の建て直しが急務となったため、アスタナは2007年シーズンをもって解散したディスカバリーチャンネルから元監督のヨハン・ブリュイネールらスタッフ陣を招聘。さらに2007年のツール・ド・フランス総合優勝者のコンタドールや3位のリーヴァイ・ライプハイマーらの有力選手も獲得。チームは再スタートを切ることになり、クレーデンは2008年からは彼らと共に走ることとなった。

### ツール・ド・ロマンディ優勝
2008年のシーズン前には国際自転車競技連合 (UCI) とアモリ・スポル・オルガニザシオン (ASO) の対立が激化し、ツール・ド・フランスなどのレースの主催者であるASOはこれらのレースにアスタナを招待しないと表明。クレーデン自身も春先にケガをして以後なかなか調子が上がらず苦しんだが、エースとして臨んだツール・ド・ロマンディで、第3ステージの個人タイムトライアルを制して復活。最終的に2位のロマン・クロイツィガーに35秒差をつけ総合優勝した。
ジロ・デ・イタリアでは開催直前になって急遽アスタナの出場が認められ、コンタドールとライプハイマーとともにトリプル・エース体制ともいえる強力布陣で臨んだ。第10ステージの個人タイムトライアルで好走して総合上位につけたが、山岳ステージの第15ステージでは大きく遅れてしまい、以後は特に第19ステージでコンタドールのアシストとしての走りに徹し、彼の総合優勝に貢献した。自身は第20ステージで体調不良もあり、リタイアとなった。その後行われたツール・ド・スイスでは、クロイツィガーに次いで総合2位に入った。

### 2009年
3月に出場したティレーノ～アドリアティコでは、タイムトライアルの第5ステージでステージ優勝して総合首位に立ち、その後の山岳ステージでミケーレ・スカルポーニらに引き離されるも、最終的には総合3位に入った。

#### ドーピング疑惑
4月にはジロ・デル・トレンティーノでも第1ステージのタイムトライアルで優勝するが、大会期間中に、2006年のツール・ド・フランスのプロローグの日の晩、フライブルク大学内のクリニックにおいて当時同じT-モバイルチームに属していたパトリック・シンケヴィッツ、マティアス・ケスラーと共に血液ドーピングを行っていたと報じられた。これはフライブルク大学の調査委員会による調査報告書を基に報じられたもので、この報告書は5月に正式に公表された。
しかしクレーデンはこの疑惑を否定し、アスタナ・チームやASO・UCIも、調査報告書には具体的証拠が何も示されていないとして処分を行わず、ツール・ド・フランス出場は問題ないという立場を示した。
この年のツール・ド・フランスでは、最初のアルプス山岳ステージである第15ステージ終了時点で表彰台も狙える総合4位につけていたが、第17ステージ、コンタドール、アンディ・シュレク、フランク・シュレクと共に4人に絞られた先頭集団で迎えた最後の峠の登りにおいてコンタドールがアタックするとこのグループから大きく遅れだし、2分半近く遅れてゴール。以後のステージでは精彩を欠き、最終的には総合6位であった。
10月、2006年のドーピング疑惑について、事実の立証が困難であるとして、ドイツ検察当局とクレーデンの弁護側の間で捜査の終了が合意された。
2010年、チーム・レディオシャックに移籍。ツール・ド・スイス総合8位、ツール・ド・フランス総合14位、エネコ・ツアー総合8位の成績であった。

### バスク一周制覇
2011年、3月に行われたパリ〜ニースの山岳第5ステージで区間勝利をあげて総合首位に立ち、最終的に総合2位に入るなど好調を示した。4月に行われたバスク一周では第2ステージで総合首位に立ちリーダージャージを獲得すると、その後はステージ順位の関係で首位を失うも常にトップとタイム差なしの位置を保ち続け、タイムトライアルの最終ステージでライバル達を引き離し総合優勝を果たした。また、常に高い順位でゴールしたことによりポイント賞も獲得した。
ツール・ド・フランスでは第9ステージにおいてヴィノクロフ、ユルヘン・ファンデンブルックらと共に落車し、この時負傷した背中の痛みにより第13ステージでリタイア。続いて出場したブエルタ・ア・エスパーニャでもツール・ド・フランスの際に負傷した背中の痛みが消えず、やはり第13ステージでリタイアした。UCIワールドツアーでは個人総合20位であった。
2012年、レディオシャック・ニッサン・トレックに移籍。
- ツール・ド・フランス 総合11位
- USAプロ・サイクリング・チャレンジ 総合4位

2013年
- パリ〜ニース 総合9位
- ツール・ド・ベルギー 総合4位
- 10月24日、引退が発表された[6]。

## 主な成績

### グランツール
- 2004年 ツール・ド・フランス 総合2位
- 2006年 ツール・ド・フランス 総合2位
- 2008年 ブエルタ・エスパーニャ 総合20位
- 2009年 ツール・ド・フランス 総合6位
- 2010年 ツール・ド・フランス 総合14位
- 2012年 ツール・ド・フランス 総合11位

### ステージレース
- パリ〜ニース 総合優勝（2000年）、総合2位 (2011年)
- バスク一周 総合優勝（2000年、2011年）
- ティレーノ〜アドリアティコ 総合優勝（2007年）
- ツール・ド・ロマンディ 総合優勝（2008年）
- ツール・ド・スイス 総合2位（2008年）

- 2000年 パリ〜ニース 1勝 バスク一周 1勝
- 2008年 ツール・ド・ロマンディ 1勝
- 2009年 ティレーノ～アドリアティコ 1勝
- 2011年 パリ〜ニース 1勝

### ワンデイレース
- ドイツ選手権・個人ロードレース 優勝（2004年）